# Кимакина, Ирина Густавовна
Ирина Густавовна Кимакина (11 марта 1956 — 4 декабря 2016) — советский и российский спортсмен и тренер по акробатике; судья республиканской категории, почётный гражданин города Нефтеюганска (2017).

## Биография
Родилась 11 марта 1956 года в селе Подгорное Луговского района Джамбульской области Казахской ССР.
С 1963 по- 1973 годы обучалась в средней школе села Подгорное. В 1966 году переехала вместе с родителями переехала в посёлок Кирово Каскеленского района.
С 1973 по 1977 годы проходила обучение в Казахском институте физической культуры. Была зачислена в сборную команду Казахстана по прыжкам на батуте. В 1975 году в составе этой сборной она заняла третье место в первенстве СССР по легкой атлетике. В 1976 года начала свою трудовую деятельность, стала работать в Центральной детско-юношеской спортивной школе высшего спортивного мастерства Алма-Аты, тренером-преподавателем по спортивной акробатике. Завершив обучение в институте, переведена основным тренером-преподавателем по акробатике. Получила звание «Мастер спорта СССР».
В 1979 году Кимакина вместе с супругом приехала на постоянное место жительства в Нефтеюганск, где устроилась на работу учителем физкультуры в среднюю школу № 2.
С 1982 года стала трудиться во дворце спорта «Сибиряк» города Нефтеюганска старшим тренером по спортивной акробатике.
12 марта 1991 года Государственным комитетом РСФСР по физической культуре и спорту присвоено звание судьи Республиканской категории по акробатике. В 1996 году была признана лучшим тренером Ханты-Мансийского округа. В 1997 году награждена знаком «Отличник физической культуры и спорта Российской Федерации».
В 2006 году ей присвоено звание «Заслуженный деятель физической культуры и спорта ХМАО-Югры».
Воспитанники Кимакиной являются призерами и чемпионами России и зарубежья. Она подготовила более 25 мастеров Спорта России по спортивной акробатике и более 40 кандидатов в мастера спорта. С 2002 года акробаты Нефтеюганска с тренером Ириной Кимакиной неоднократно становились чемпионами международного уровня:
- 2002 год — серебряные призёры международных соревнований по спортивной акробатике «Звёзды над Бугом», Винница (Украина);
- 2002 год — победители Первенство Мира по спортивной акробатике (юноши, девушки), город Риза (Германия);
- 2002 год — серебряные призёры международных соревнований по спортивной акробатике «Кубок Волкова В. Н.», город Великий Новгород (Россия);
- 2003 год — победители международных соревнований по спортивной акробатике «FLANDERS CUP», город Пуурс (Бельгия);
- 2003 год — победители открытого Чемпионата Великобритании по спортивной акробатике, город Стэнфорд-ле-Хоп (Англия);
- 2013 год — бронзовые призёры международных соревнований по спортивной акробатике «Звёзды над Бугом», Винница (Украина);
- 2013 год — серебряные призёры международных соревнований по спортивной акробатике «Кубок ЗТ СССР В. Коркина», город Брест (Беларусь);
- 2015 год — победители открытого клубного Чемпионата Австралии по спортивной акробатике, город Сидней (Австралия);
- 2015 год — победители международных соревнований по спортивной акробатике «Иртышские Зори», город Павлодар (Казахстан).

Проживала в Нефтеюганске. 4 декабря 2016 года трагически погибла в автокатастрофе направляясь на соревнования с воспитанниками ДС «Сибиряк».
В 2017 году городские органы власти приняли решения о присовении звания «Почётный гражданин города Нефтеюганска» Кимакиной Ирине Густавовне, посмертно.